# Schitul Cozia Veche
Schitul Cozia Veche este o schit monument istoric aflat pe teritoriul localității Căciulata din orașul Călimănești. În Repertoriul Arheologic Național, monumentul apare cu codul 167927.02.
Data exactă a construcției inițiale nu este cunoscută, dar în lista monumentelor istorice este menționat anul 1602, an în care schitul a fost donat către Mănăstirea Cozia. Biserica a fost apoi restaurată în 1670. 
Ultima atestare a vieții monahale în cadrul schitului datând din 8 septembrie 1837. Biserica veche fusese grav afectată de cutremurele din 1802 și 1838, resturile sale fiind mutate în 1986 din fostul amplasament care a fost acoperit de lacul de acumulare reținut de Barajul Turnu. Biserica a fost complet refăcută în 1995.